# Punta Longton
La punta Longton es un cabo ubicado cerca del extremo sureste de la isla Cook de las islas Tule del Sur en las islas Sandwich del Sur. Posee altos acantilados de roca y glaciares escarpados. Se encuentra próximo a la punta Mar Tendido.

## Historia
Fue nombrada por el Comité de Topónimos Antárticos del Reino Unido en 1964, por Royce E. Longton, botánico que viajaba en la expedición del HMS Protector ese mismo año. No posee un nombre oficial en la toponimia argentina del archipiélago.
La isla nunca fue habitada ni ocupada, y, como el resto de las Sandwich del Sur, es reclamada por el Reino Unido, convirtiéndola en parte del territorio británico de ultramar de las Islas Georgias del Sur y Sandwich del Sur, y la República Argentina, que la hace parte del departamento Islas del Atlántico Sur dentro de la provincia de Tierra del Fuego, Antártida e Islas del Atlántico Sur.